# Kamera samochodowa

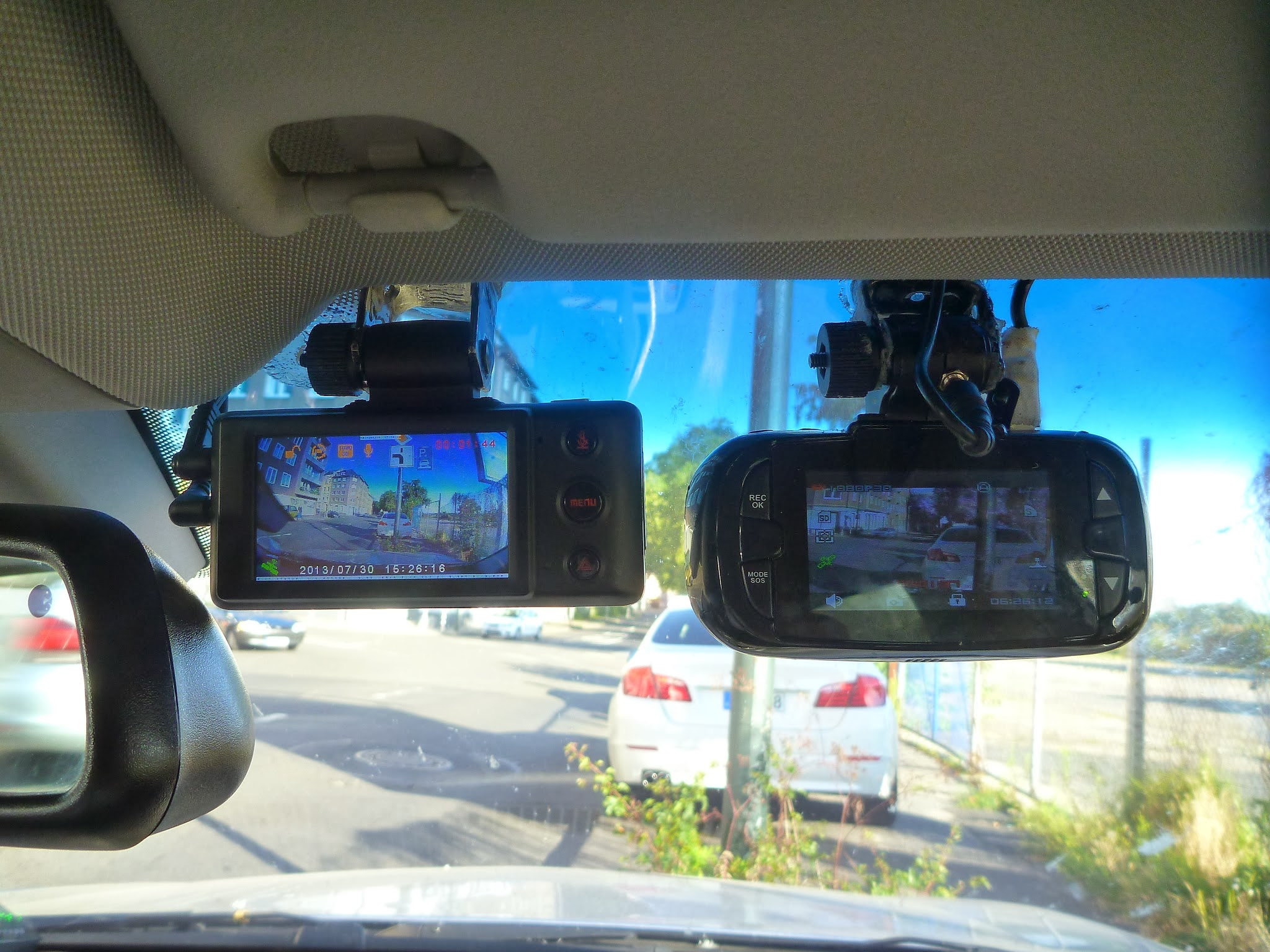
kamery samochodowe o różnej ogniskowej

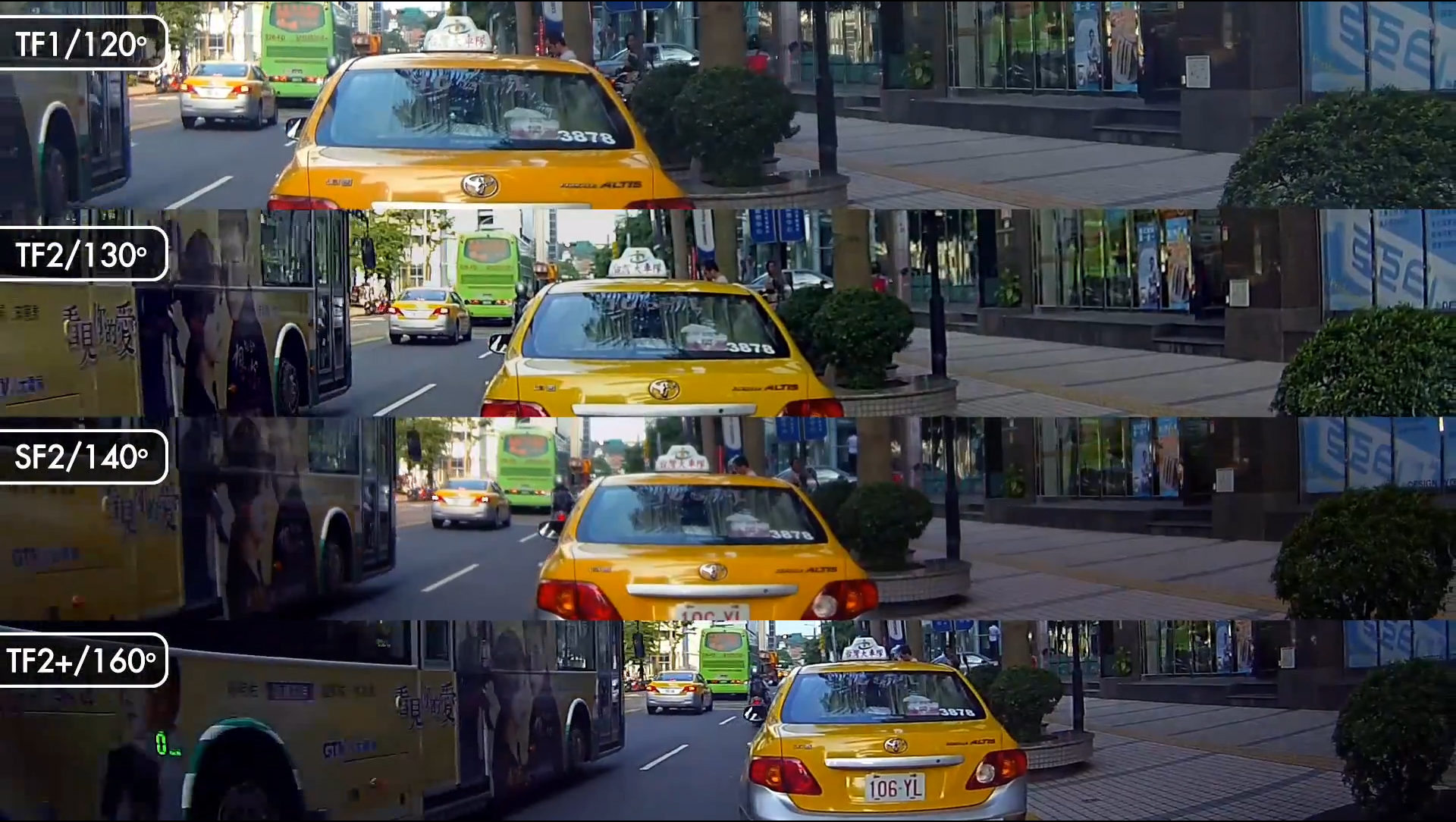
Różne pole widzenia w zależności od rodzaju obiektywu

Kamera samochodowa (też wideorejestrator, rejestrator jazdy) – kamera cyfrowa rejestrująca obraz i często dźwięk, montowana przeważnie na desce rozdzielczej lub przedniej szybie samochodu. Występuje również w zestawach rejestrujących obraz z przodu i tyłu pojazdu.

## Technika nagrywania
W odróżnieniu od konwencjonalnych kamer wideo, nagranie dokonywane jest w sposób ciągły w tzw. pętli. Po upływie zaprogramowanego czasu lub po osiągnięciu limitu pamięci starsze nagranie jest nadpisywane nowym. Funkcja ta jest często nazywana nagrywania w pętli oznacza.
Wiele kamer mają czujnik przyspieszenia (G-sensor), który w przypadku wypadku (gwałtownego wstrząsu) zapewni ochronę i nienadpisanie filmu. Często dodatkowo oferuje się również w kamerach samochodowych takie funkcje jak:
- czujnik ruchu,
- diody podczerwieni służące do rejestracji obrazu w nocy,
- moduł GPS pozwalający rejestrować prędkość i położenie pojazdu,
- funkcja nawigacji samochodowej,
- transmiter FM, Wi-Fi i wiele innych.

## Zastosowanie
Głównym zastosowaniem kamer samochodowych jest rejestracja obrazu trasy jazdy pojazdu, aby w razie zdarzenia w ruchu drogowym udokumentować rzeczywisty przebieg zdarzenia oraz winę poszczególnych uczestników ruchu drogowego.

## Uregulowania prawne
Obowiązujące w Polsce prawo nie zakazuje nagrywania ani robienia zdjęć w miejscach publicznych, brak jest jednak precyzyjnych uregulowań w tej materii. Z jednej strony artykuł 308 Kodeksu postępowania cywilnego mówi, że „sąd może dopuścić dowód z filmu, telewizji, fotokopii, fotografii, planów, rysunków oraz płyt lub taśm dźwiękowych i innych przyrządów utrwalających albo przenoszących obraz lub dźwięki”, z drugiej to właśnie tylko od decyzji danego sądu zależy, czy materiał z wideorejestratora zostanie uznany za dowód w sprawie, czy też nie.
Ponadto należy pamiętać, że uregulowania prawne zależne są od przepisów danego państwa. Od bardzo liberalnego jak np. w Federacji Rosyjskiej, gdzie posiadanie kamery jest często koniecznością (premiowane jest nawet zniżką na ubezpieczenie samochodu), do całkowitego zakazu i wysokiej grzywny za jego używanie w Austrii.